# 日本地下鐵系統

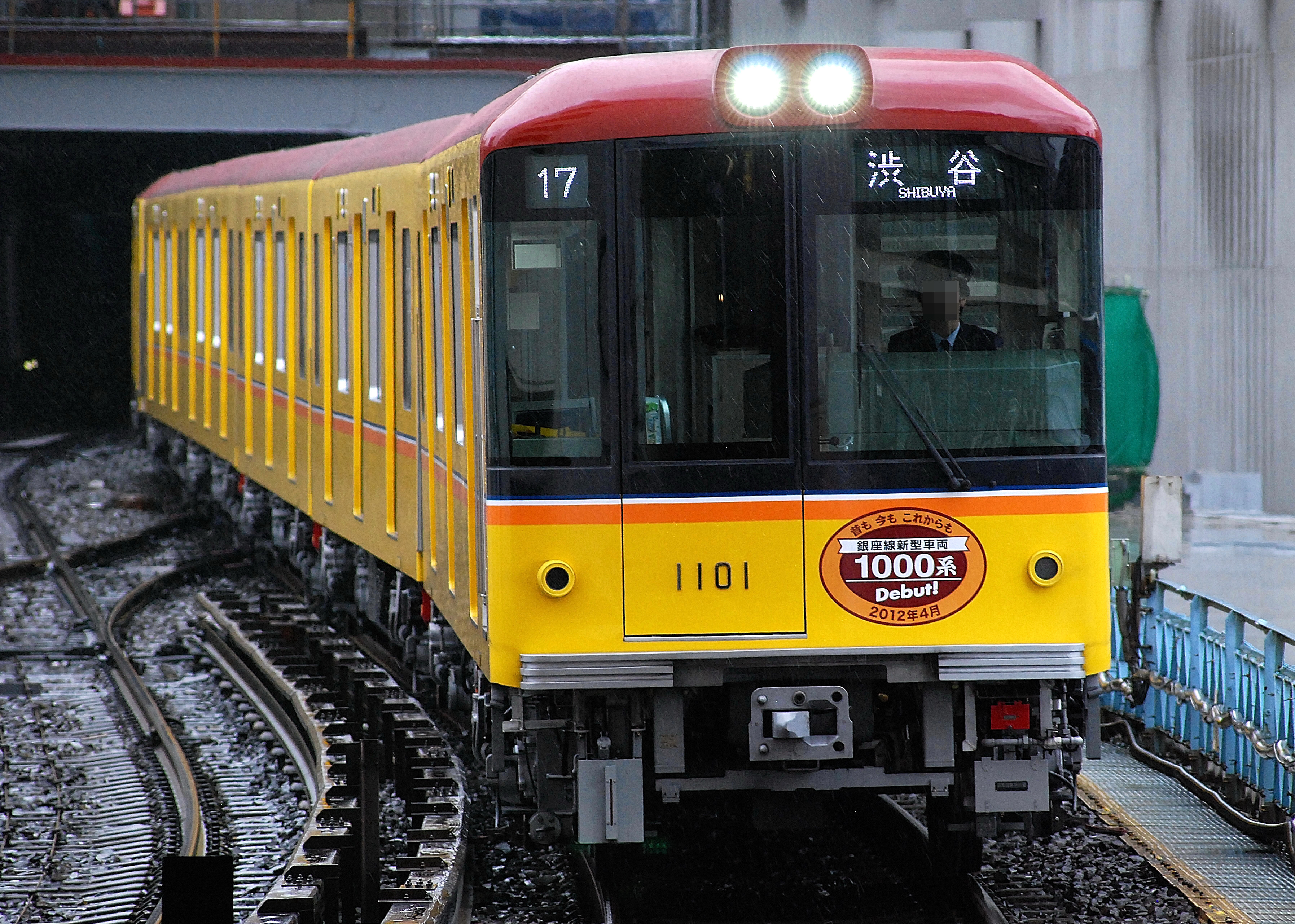
東京地下鐵銀座線

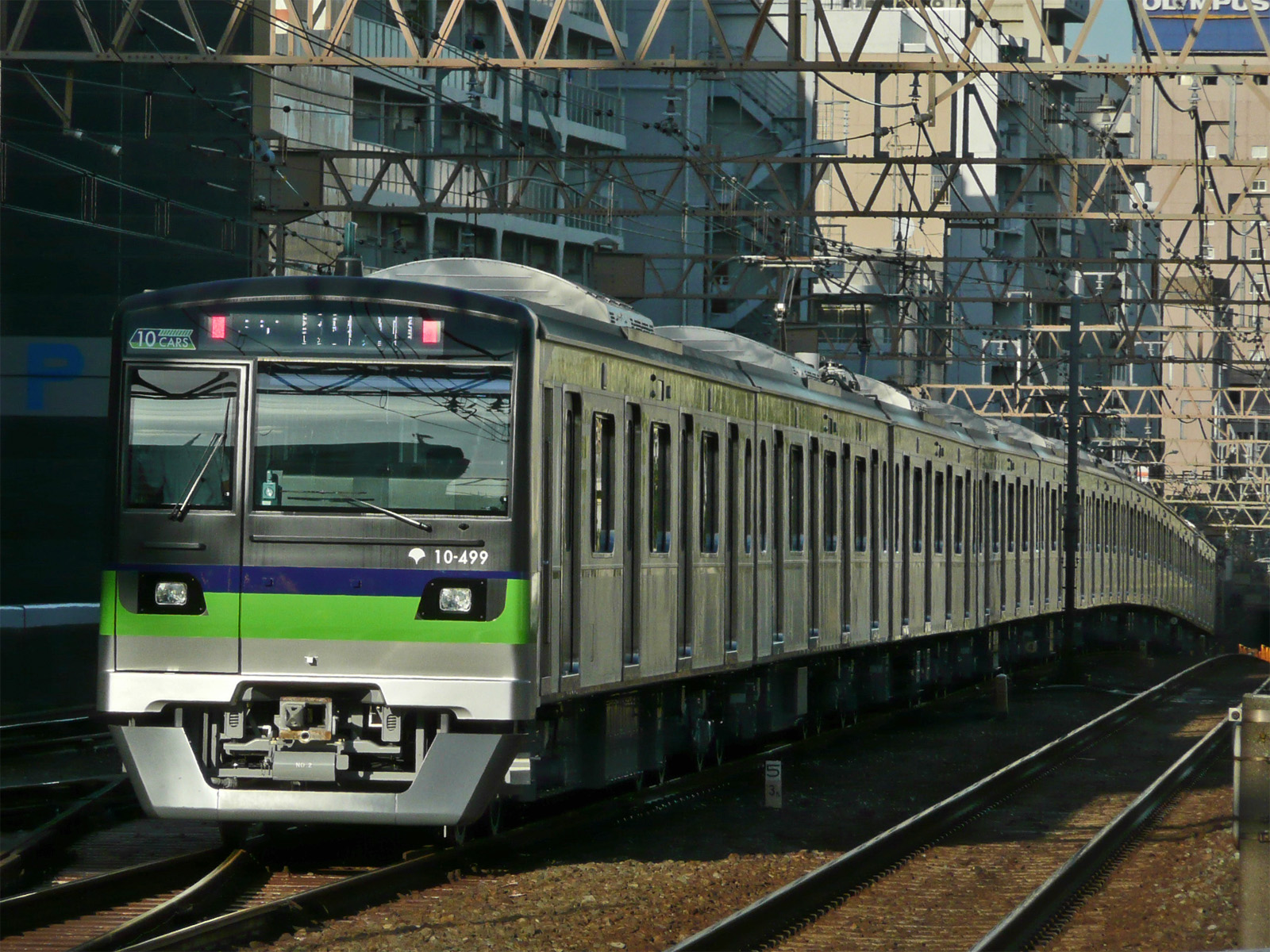
都營地下鐵新宿線

日本的地下鐵（日语：／ chika tetsu */?）是當地主要的城市軌道交通系統，其起始於1927年開通的東京地下鐵道（今東京地下鐵銀座線），是亞洲最早擁有地下鐵的國家；目前共有9個都市擁有地下鐵系統，數量在亞洲僅次於中國大陸和印度。地下鐵是日本各大都市居民的重要交通手段，日常的通勤與通學都與地下鐵有密切關係；其一大特色為多與通勤鐵路系統直通運行，在各大都會區構成龐大的公共交通運行系統。

## 歷史

### 黎明期

#### 東京

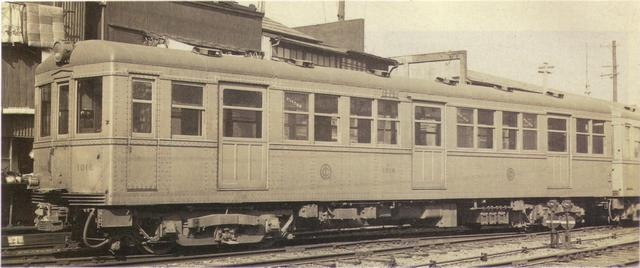
淺草上野間地下鐵開業時使用的1000形電車

日本最早的修築地下鐵的計劃是在1906年，東京地下電氣鐵道公司申請在高輪-淺草區間及銀座-新宿區間修築地下鐵。這一計劃與其說是實際建設地鐵，不如說是了解歐美的地下鐵鋪設狀況和試圖率先取得鐵道許可，結果被東京市所反對。
1915年（大正4年）、在東京車站的地下開通了專門運送郵件的地下鐵。
最早的以實際建設為前提的修建申請則是在1917年，由早川德次提出的。他於1914年參觀倫敦的地下鐵，深刻感受到在東京建設地下鐵的必要性。他設立東京輕便地下鐵道，根據輕便鐵道法，申請獲得鋪設高輪 - 淺草及車坂（上野） - 南千住之間地下鐵的許可。根據計劃，這條地鐵總延長15.3公里，軌距1372毫米，使用第三軌供電。
受這一申請的影響，其他申請建設地下鐵的要求也相繼出現。1918年，武藏野電氣鐵道於上目黑-有樂町之間；1919年，東京高速鐵道（現小田急電鐵的前身，與後述的開業現銀座線澀谷 - 新橋區間地圖的公司不同）於日比谷-澀谷、霞關-新宿、日比谷-池袋、日比谷-上野之間；東京鐵道於五反田-向島、澀谷-南千住、原宿-巢鴨、新宿-洲崎、目白-池袋之間申請建設地鐵。
針對這些申請，1919年11月17日東京市發給東京地下輕便鐵道修建許可。1920年3月17日，以將來東京市可收購地下鐵為前提，發給在以下區間修建地鐵的許可。
- 東京輕便地下鐵道:15.3公里（高輪南町 - 淺草公園廣小路、車坂町 - 南千住町）
- 武藏電氣鐵道:8.0公里（目黑 - 有樂町）
- 東京高速鐵道:14.1公里（內藤新宿 - 大塚）
- 東京鐵道:33.4公里（目黒 - 押上、池袋 - 洲崎、巢鴨 - 万世橋）

##### 東京地下鐵道建造的最早的地鐵
自東京市獲得修建許可的早川於1920年設立「東京地下鐵道株式会社」，1919年將軌距改為1435毫米。進行地質調查後，1923年，獲准修建新橋 - 上野之間的地鐵。不過由於同年發生的關東大地震的影響，施工區間改為上野-淺草，1925年9月27日開工。2年後的1927年12月30日，地鐵開業。車輛名稱為1000型，是全鋼製車輛。在安全上使用了與紐約地下鐵相同的打子式自動列車停止装置。1930年1月1日，地鐵延伸至万世橋；1931年11月21日順利延伸至神田；1934年6月21日延伸至新橋，全線完工。

##### 東京高速鐵道的加入和其併入營團
自東京市獲得許可的「東京高速鐵道株式会社」（與前述的公司不同，是1934年設立的公司，由東京橫濱電鐵的五島慶太掌握）則開始於1935年建設東京的第二條地鐵，施工區間是澀谷 - 新橋。1938年11月18日，以青山六丁目（現表參道站） - 虎之門區間開通為開始，1939年之前開始了澀谷 - 新橋區間6.3公里長路段的商業運行。1940年，與之前開通的地下鐵相連，開始了澀谷 - 淺草之間的直通運行，成為現今的銀座線。
在第二次世界大戰將到來的預感影響到國民經濟的1930年代，逐漸有了交通機關之間應確立適當的競爭關係和分擔關係的呼聲。同時考慮到地鐵在在遭受空襲時可起到防空壕的作用，1941年3月7日，制定了《帝都高速度交通營團法》，同年7月4日，設立特殊法人「帝都高速度交通營團」（營團地下鐵；現東京地下鐵株式會社），由「地下」和「高速」兩家公司合併而成。

#### 大阪
相對於東京的地下鐵由民間主導，大阪的地下鐵是由大阪市（大阪市電氣局，之後改制為大阪市交通局，今大阪市高速電氣軌道）為事業主體進行計劃的。1920年，大阪市委託大阪市電氣局進行地下鐵網的調査，1926年提出報告書，以下路線以「大阪都市計劃高速度交通機關路線」的名稱獲得認可。
- 1号線:江坂 - 梅田 - 難波 - 大国町 - 天王寺 - 我孫子（19.9公里）

- 2号線:森小路 - 天六 - 梅田 - 天神橋 - 天王寺（13.7公里）

- 3号線:大国町 - 玉出（3.7公里）

- 4号線:築港 - 花園橋 - 大今里 - 平野（17.1公里）

基於以上計画，1930年開始修築梅田 - 天王寺之間的地鐵。該線路採用受益者負担制度來籌措費用，1933年5月20日，梅田 - 心斎橋區間開業。
大阪於第二次世界大戰時期也在大國町建設了與1号線分離的分岐3号線。其建設採用了不使用鋼材的構造。1942年5月10日，大國町 - 花園町之間的1.3公里的地下鐵完成。不過之後由於難以取得鋼材和水泥，其後的工程被凍結。

#### 其他都市
東京和大阪以外的都市雖未修築地鐵，不過部分新築的私鐵中有部分是地下線。

### 第二次世界大戰後
截至第二次世界大戰結束為止，東京有14.3公里長的地鐵、大阪有8.8公里長的地下鐵。受空襲的影響，兩都市的人口大幅減少。

#### 東京

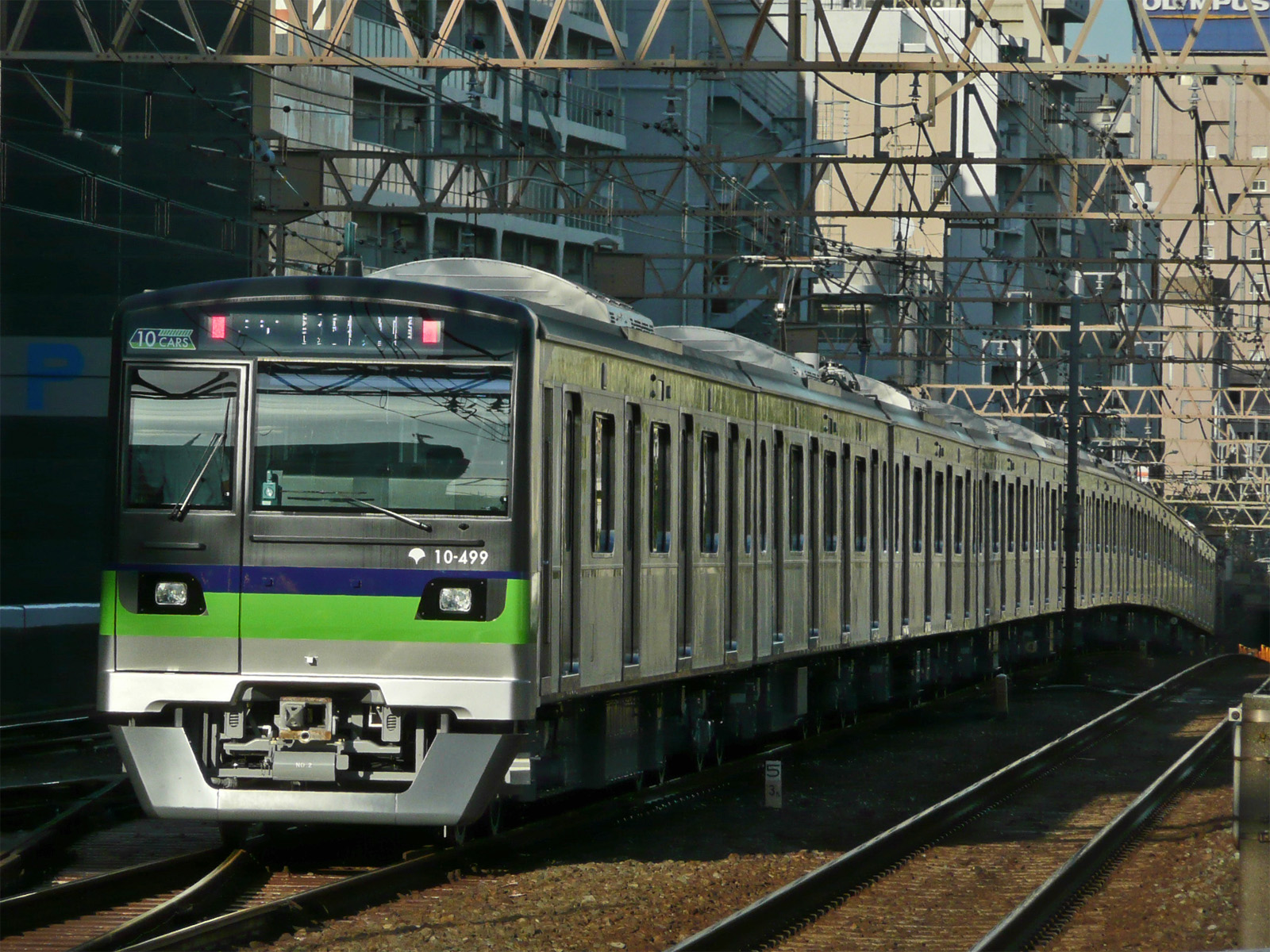
都營地下鐵新宿線

東京大空襲之後，東京人口大幅減少，末廣町～稻荷町區間的地鐵一度因為乘客減少而停運。
戰後，東京開始決定建設新的高速鐵路網。其規劃如下：
- 1号線:武蔵小山～板橋一丁目(23.9公里）
- 2号線:祐天寺～北千住（23.8公里）
- 3号線:大橋～雷門（16.1公里）
- 4号線:富士見町～向原町（22.3公里）
- 5号線:中野～東陽町（15.7公里）

從戰前開始，東京市就主張都市交通應由市營，戰後東京市改名為東京都，仍主張解散營團。昭和20年代末期，東京都的方針改為與營團分道揚鑣，自行建設地下鐵。另外，因私鐵認為政府對鐵道的管制將放寬，1948年，以小田急電鐵為首，除西武鐵道之外的私鐵公司至1955年都申請將線路延伸至東京市中心。對此，政府於1955年設立都市交通審議会，翌年發表含有與郊外私鐵直通行駛內容的地下鐵計劃。修建方針也改為以營團為主導。自此之後、東京的地下鐵修築由営團（現東京地下鐵）和東京都交通局兩家單位進行。
1956年，東京都根據軌道法申請獲得修築許可，翌年營團保有的1號線讓渡給東京都，並決定了以下的修築計劃。
- 1号線:品川 - 五反田 - 新橋 - 浅草橋 - 押上（17.3公里）
- 2号線:中目黑 - 恵比寿 - 日比谷 - 秋葉原 - 上野 - 北千住（20.9公里）
- 3号線:大橋 - 澀谷 - 浅草（16.1公里）
- 4号線:荻窪・方南町 - 新宿 - 東京 - 御茶之水 - 池袋 - 向原（30.1公里）
- 5号線:中野 - 高田馬場 - 飯田橋 - 大手町 - 東陽町（15.8公里）
- 5 - 2号線:下板橋 - 巢鴨 - 水道橋 - 大手町

計劃中也制定了與郊外私鐵可直通運行的構想。1号線採標準軌、架空線式修築，計劃與京急和京成直通運行，同時軌距為1372毫米的京成實施全線改軌，此外京急也將修築品川 - 泉岳寺之間的線路。都營地下鐵1号線（現浅草線）浅草橋 - 押上區間於1960年12月4日午後開業。
營團則在次年的1961年開業了將直通運行至東武鐵道和東急電鐵，採用架空線式的2号線（現日比谷線），之後東京的地下鐵修築因以可直通運行至既有郊外路線為前提，而多使用架空線式。

#### 大阪
大阪於1948年制定了新的都市計劃，除了沿襲了戰前的1号線自3号線的計劃之外，新計劃了從大阪港 - 放出的4號線和從神崎川 - 平野的5號線。
與東京不同，大阪除了堺筋線之外都繼續使用戰前的第三軌条式，雖然有車輛共通化的優點，卻也導致無法直通運行至既有的其他公司的線路，引發梅田及難波等主要中轉站更加擁擠。

#### 其他都市
隨著1960年代之後汽車社會的發展，進入1970年代後，即使在地方都市，其短距離公共交通機關也開始由路面電車轉為巴士。而在大都市，作為替代路面電車的交通方式，逐漸開始了速度快且運量大的地下鐵的修築。
- 1957年11月15日：名古屋市營地下鐵東山線 名古屋車站～榮町車站間開業。
- 1968年4月7日：神戶高速鐵道東西線和南北線開業。
- 1971年12月16日：札幌市營地下鐵南北線 北24条車站～真駒內車站間開業。
- 1972年12月16日：横濱市營地下鐵藍線 伊勢佐木長者町站～上大岡站間開業。
- 1977年3月13日：神戶市營地下鐵西神線 名谷站～新長田站間開通。
- 1981年5月29日：京都市營地下鐵烏丸線 北大路站～京都站間開業。
- 1981年7月26日：福岡市地下鐵機場線 室見站～天神站間開業。
- 1987年7月15日：仙台市地下鐵南北線 八乙女站～富澤站間開業。
- 1994年8月20日 - 廣島高速交通廣島新交通1号線 本通車站～廣域公園前車站間開業（被視為地下鐵的區間是本通車站～縣廳前車站間）。

## 日本的地下鐵系統一覽
本處列出日本地下鐵協会定義認定的地下鐵系統，按地域由北至南排列
| 名称             | 事業者         | 路線数 （未開業） | 總延長 （未開業） [km] | 車站数※2 （未開業） | 摘要                                                   |
| ---------------- | -------------- | ----------------- | ---------------------- | ------------------- | ------------------------------------------------------ |
| 札幌市營地下鐵   | 札幌市交通局   | 3                 | 48.0                   | 46                  |                                                        |
| 仙台市地下鐵     | 仙台市交通局   | 2                 | 28.7                   | 29                  |                                                        |
| 都營地下鐵       | 東京都交通局   | 4                 | 109.0                  | 98                  | 其中三田線的白金高輪 - 目黑區間2.3km為第二種鐵道事業者 |
| 横濱市營地下鐵   | 横濱市交通局   | 2                 | 53.5                   | 40                  | 1・3号線（藍線）為一体運行，實際上有兩條路線           |
| 名古屋市營地下鐵 | 名古屋市交通局 | 6                 | 93.2                   | 87                  | 其中上飯田線全線(0.8km)是第二種鐵道事業者              |
| 京都市營地下鐵   | 京都市交通局   | 2                 | 31.2                   | 31                  |                                                        |
| 神戶市營地下鐵   | 神戶市交通局   | 3                 | 30.6                   | 25                  | 西神延伸・西神・山手線為一体運行因而實際有兩條路線     |
| 福岡市地下鐵     | 福岡市交通局   | 3                 | 29.8                   | 35                  |                                                        |

| 名称           | 事業者             | 路線数 （未開業） | 總長 （未開業） [km] | 車站数※2 （未開業） | 摘要                                   |
| -------------- | ------------------ | ----------------- | -------------------- | ------------------- | -------------------------------------- |
| 北總線         | 北總鐵道           | 1                 | 32.3                 | 15                  |                                        |
| 東葉高速線     | 東葉高速鐵道       | 1                 | 16.2                 | 9                   |                                        |
| 埼玉高速鐵道線 | 埼玉高速鐵道       | 1                 | 14.6                 | 8                   |                                        |
| 東京地下鐵     | 東京地下鐵         | 9                 | 195.1                | 141                 | 未重複計算副都心線與有樂町線的共用區間 |
| 臨海線         | 東京臨海高速鐵道   | 1                 | 12.2                 | 8                   |                                        |
| 港未來線       | 横濱高速鐵道       | 1                 | 4.1                  | 6                   |                                        |
| 大阪地下鐵     | 大阪市高速電氣軌道 | 9                 | 137.8                | 133                 | 包含1條旅客捷運系統路線                |
| Astram Line    | 廣島高速交通       | 1                 | 18.4                 | 22                  | 被視為地下鐵的區間只有本通 - 城北區間  |

※ 括號內數字為未開業區間。
※2 車站名稱相同的車站不進行計算。

## 構造

### 集電方式

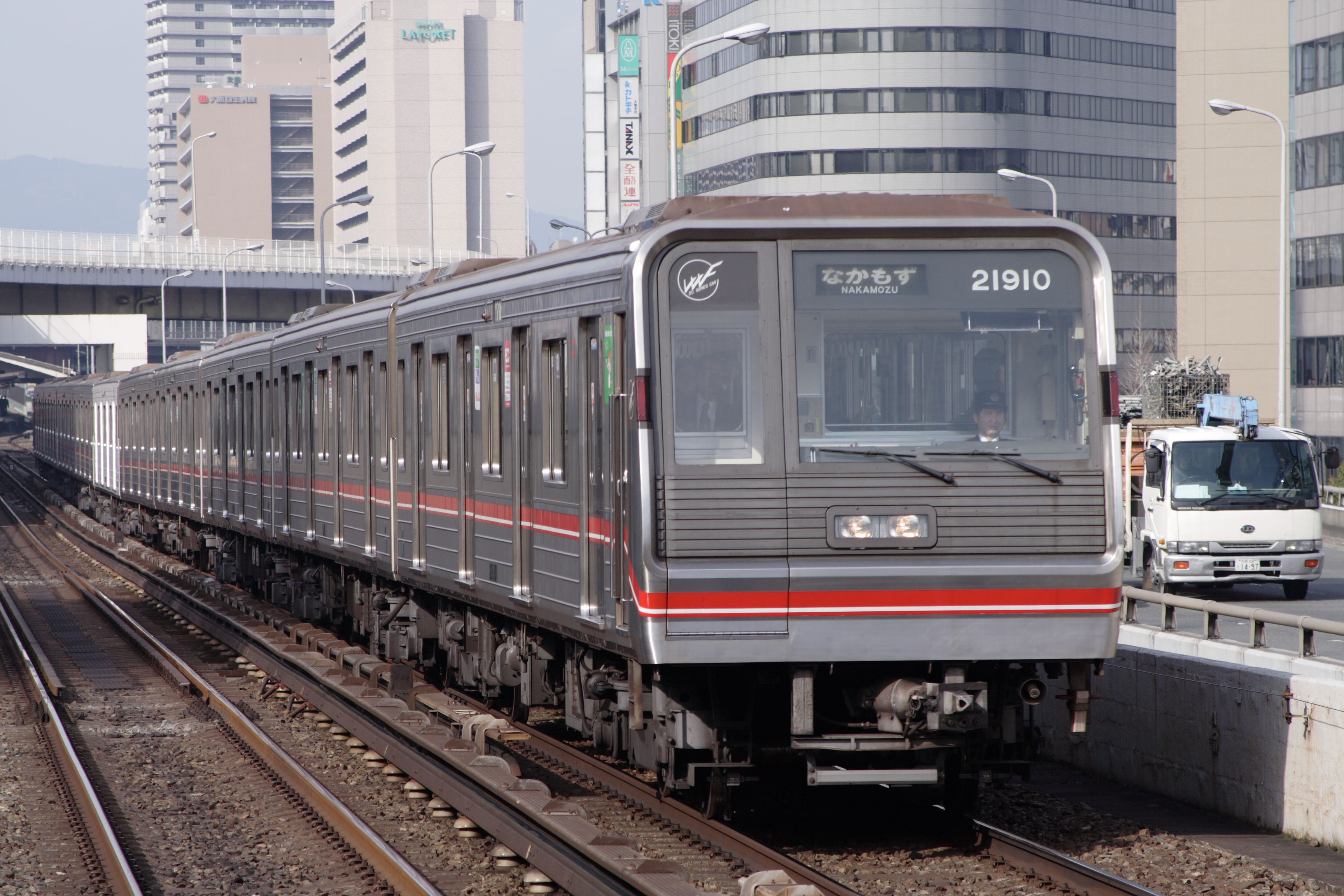
大阪地下鐵御堂筋線

世界上地下鐵的主流集電方式是第三軌供電，日本的札幌市營地下鐵南北線、東京地下鐵銀座線和丸之内線、横濱市營地下鐵藍線、名古屋市營地下鐵東山線、名城線和名港線、大阪地下鐵御堂筋線、谷町線、四橋線、中央線和千日前線使用的是這種方式。除此以外的線路多使用剛性懸掛或鏈式懸掛方式進行集電。
這是由於日本的地下鐵在修築時多以可相互直通運行至郊外路線為前提來修築，因而其規格必須符合既有線路。不過也有相反的例子，例如與大阪市營地下鐵御堂筋線相互直通的北大阪急行電鐵、與大阪市營地下鐵中央線相互直通的近鐵京阪奈線在其修築時為與地下鐵直通運行而以第三軌方式修築。

### 地下鐵車站
日本的地下鐵車站應對災害的對策在世界上屬先進水準，這與東京地鐵沙林毒氣事件有關。
途徑東京墨田区、江東区、江戶川区等零海拔地區的東京地下鐵東西線、都營地下鐵新宿線等均有設置防水門。
由於東海豪雨時，名古屋市營地下鐵名城線的平安通車站曾被水淹沒，因而導致名城線市役所車站 - 砂田橋車站曾開行過代行巴士。名古屋市營地下鐵鶴舞線的部分車站和名港線名古屋港車站設有防水門。
另外，在乘客較多的車站，使用了將島式月台的兩側錯開（例如名古屋市營地下鐵東山線名古屋車站）或新設月台（例東京地下鐵銀座線新橋車站）等方法減輕擁擠情況。

### 車輛
日本歷史較長的地下鐵的車輛（特別是以可與其他路線直通運行為前提修建的地下鐵）多使用與地上的鐵道同樣的大型車輛，不過2000年代之後，使用迷你地下鐵的情況有所增多。

#### 迷你地下鐵

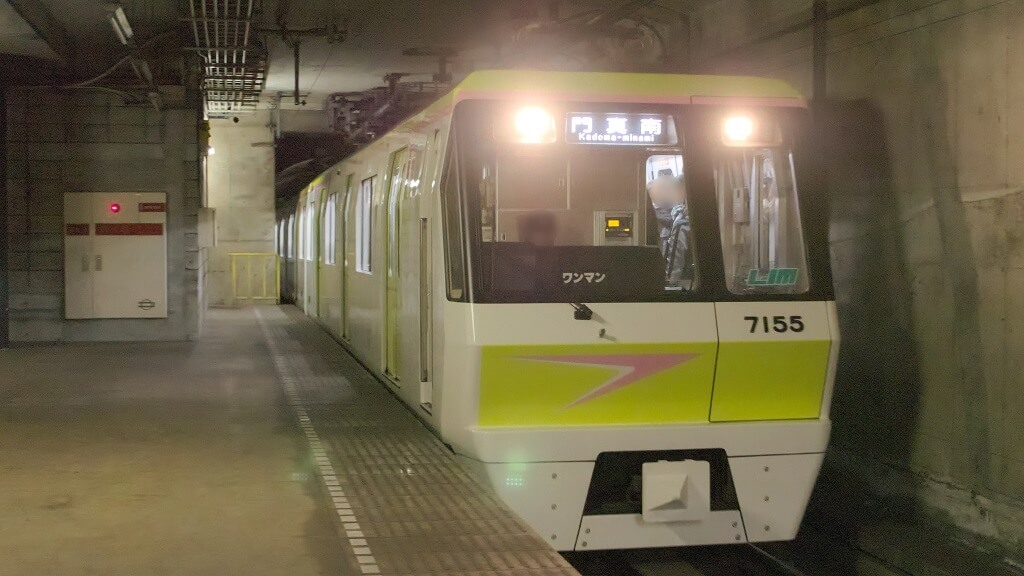
大阪地下鐵長堀鶴見綠地線是日本第一條迷你地下鐵

迷你地下鐵（日语：ミニ地下鉄）是日本特有的地下鐵系統，屬於中型鐵路系統，運量介於通常的地下鐵這樣的大規模交通系統和輕軌及巴士等小規模交通系統之間。由於地下鐵工程所需費用巨大，因而迷你地下鐵通過使用體積較小的車輛來減小隧道的斷面。且多使用線性馬達驅動。因使用線性馬達，迷你地下鐵也可在有急轉彎的地方行駛。一般來說，使用線性馬達驅動的地下鐵可稱為迷你地下鐵。若未採用線性馬達但隧道斷面較小且車輛體積小的話，有時也稱為迷你地下鐵。另外，東京地下鐵銀座線及名古屋市營地下鐵東山線・名城線・名港線的使用車輛較JR及一般私鐵為小，但不屬於迷你地下鐵。
最早開通的線性馬達式迷你地下鐵是大阪市交通局鶴見綠地線（現長堀鶴見綠地線）。運輸需求較少的線路為削減建設費而多使用小斷面隧道、小型車輛的迷你地下鐵方式修築。目前營業中和建設中的迷你地下鐵如下。
- 營業中的路線
  - 仙台市地下鐵・東西線
  - 都營地下鐵・大江戶線
  - 横濱市營地下鐵・綠線
  - 京都市營地下鐵・東西線
  - 大阪市營地下鐵・長堀鶴見綠地線
  - 大阪市營地下鐵・今里筋線
  - 神戶市營地下鐵・海岸線
  - 福岡市地下鐵・七隈線

## 日本地下鐵的現況
在法律上，日本的地下鐵除了大阪市營地下鐵之外，都是基於鐵道事業法修築的。
- 大阪市營地下鐵除了中央線宇宙廣場車站 - 大阪港車站區間之外，都是基於軌道法建設，在法律上屬於軌道。

東京的東京地下鐵東西線和都營三田線；大阪的御堂筋線和中央線、神戶的西神・山手線；橫濱的藍線等線路在其於郊外運行的區間中有大量的於地上或高架運行的部分。而東京地下鐵丸之內線則由於地形影響，即使在市中心也有一部分在地上運行。大阪市營地下鐵中央線在剛開業曾整條線路都是高架，完全沒有地下區間。名古屋市營地下鐵東山線的上社車站 - 藤丘車站間在建設當時因無必要使用地下方式因而以高架形式修築。
與之相反的是，京王新線與都營地下鐵新宿線；西武有樂町線與東京地下鐵有樂町線在地下相連。近鐵難波線及JR東西線、京阪中之島線雖不和地下鐵直通，但其線路本身幾乎都在地下行駛。
日本的大手私鐵中，完全沒有地下線或與地下車站、地下鐵進行直通運行的車輛僅有南海電氣鐵道和西日本鐵道兩家公司。
- 相模鐵道有地下車站，但不和地下鐵直通
- 東武鐵道沒有自社管理的地下車站（押上車站是東武鐵道唯一的地下車站，但由東京地下鐵管理）。

- 一些線路雖在市區有較長的地下區間，但一般不視其為地下鐵。
  - JR東日本仙石線在仙台市中心部的青葉通車站 - 苦竹車站區間。
  - JR東日本總武本線・東海道本線（實際上是橫須賀線）的錦糸町車站 - 品川車站區間。
  - 長野電鐵長野線的長野車站 - 善光寺下車站區間。

### 東京都心
東京的地下鐵多集中在東京都心的山手線以内區域。值得一提的是，在皇居的地下沒有任何一條地鐵通過。這是由於皇居內並無大型道路，而地下鐵多是在道路下方修築，以及安全考量而導致的。 

### 大阪都心
大阪因大阪城並不位於現在的市中心正中，因而沒有像東京一樣市中心有一片區域完全沒有地下鐵的情況。各路線在大阪環状線内側的部分幾乎都是建設於大阪的幾條主要街道的下方。然而，由於大阪地下鐵可與私鐵及JR直接換乘的例子不多，因而導致換乘次數增加。御堂筋線梅田車站的乘客數，是日本地下鐵車站中，單一路線車站乘客數最多的車站）。

## 日本地下鐵的優等列車
由於以下情況，日本地下鐵大多數路線只運行各站停車的列車：
1. 由於是在道路的下方修築，加之需在既有的地下鐵及地下街之間的縫隙開挖隧道，因而很多區間都十分彎曲，不適合高速運行。、
2. 地下鐵耗資巨大，加上考慮到附近地下的使用狀況，難以劃出優等列車的待避設備的預算及場所。
3. 由於地下鐵大多建設於市中心，每個車站的乘客都很大，對企業來說多次停車較為獲利。另外，由於很多車站都是多條路線的換乘站，旅客的流動性極強，因而很難設定優等列車的停車車站。

與其他線路進行直通運行，在其他線路內以優等種別形式運行而在地下鐵內各車站都停車的情況也並非少數（例如東京地下鐵半藏門線、千代田線）。另外，也有雖然不是地下鐵，但其地下區間（如京王新線、JR東西線等）原則上所有優等列車均各車站停車的情況。

### 優等列車導入的歷史
- 昭和初期，學習歐美地下鐵優點而建設的大阪市營地下鐵御堂筋線於御堂筋的東半部建設，若將來於其西半修築的話，將可像紐約地鐵一樣成為四線鐵路，也可進行急行運行。
- 最早於地下鐵導入優等列車的是東京地下鐵東西線的快速列車。不過其地下區間不停車的車站只有南砂町車站。列車可在兼具旅客上下車和待避線功能的葛西車站、妙典車站、原木中山車站超車各站停車的電車。
- 最早在地下鐵運行的真正的優等列車是都營地下鐵新宿線的急行運行。其可在岩本町車站、大島車站、瑞江車站對各站停車的電車進行超車。
- 關西地區也在1993年開始，由神戶市營地下鐵導入快速列車，不過在1995年的阪神大地震時廢止。
- 2008年3月15日開始，小田急電鐵線與東京地下鐵千代田線進行直通運行。但在地下鐵線内不能進行超車。
- 2008年6月14日開始，東京地下鐵有樂町線和副都心線開始導入急行、通勤急行和準急列車。但有樂町線的準急於2010年3月6日的時刻表修改時廢止。
- 2015年7月18日開始，横濱市營地下鐵藍線開始導入快速列車。

## 日本地下鐵的經營狀況
由於地下鐵建設費用極高，新建路線償還建設費負擔很重，陷入赤字經營已是常態。與之相對，因較舊的線路普遍通過市區最好地段且普遍乘客較多，加上建設費用較低，銀座線、丸之内線、御堂筋線、東山線等線路因營運時間已達數十年之久，均已實現盈利。也因此，營業時間較長償債負擔較輕，且擁有多條高乘客數線路，新建地鐵較少的東京地下鐵為盈利狀態。不過由於地下鐵之興建屬於基礎建設的一部分，同時並會帶來地價上升、交通紓緩及生活品質改善等外部效果，並非像私人鐵路以營利為主要目的，因此本表僅為參考用。
▲表示赤字。
| 名称             | 会計年度   | 純利潤             | 累積虧損※          | 出處   |
| ---------------- | ---------- | ------------------ | ------------------ | ------ |
| 札幌市營地下鐵   | 平成22年度 | 約42億2,166万日元  | 約3,305億8,277万円 | [ 4 ]  |
| 仙台市地下鐵     | 平成22年度 | 約24億7,987万日元  | 約1,042億0,523万円 | [ 5 ]  |
| 都營地下鐵       | 平成22年度 | 約93億9,850万日元  | 約4,309億4,366万円 | [ 6 ]  |
| 横濱市營地下鐵   | 平成22年度 | 約10億0,600万日元  | 約2,435億6,200万円 | [ 7 ]  |
| 名古屋市營地下鐵 | 平成22年度 | 約40億4,700万日元  | 約3,104億7,200万円 | [ 8 ]  |
| 京都市營地下鐵   | 平成22年度 | ▲約90億6,800万日元 | 約3,283億8,700万円 | [ 9 ]  |
| 大阪市營地下鐵   | 平成22年度 | 約239億0,189万日元 | ※約186億3,810万円  | [ 10 ] |
| 神戶市營地下鐵   | 平成22年度 | ▲約6億3,143万日元  | 約1,215億9,696万円 | [ 11 ] |
| 福岡市地下鐵     | 平成22年度 | ▲約2億2,600万日元  | 約1,405億6,000万円 | [ 12 ] |

※大阪市營地下鐵為累積盈利

| 事業者名         | 会計年度   | 淨盈               | 負債合計           | 出處   |
| ---------------- | ---------- | ------------------ | ------------------ | ------ |
| 東京地下鐵       | 平成22年度 | 約368億1,800万日元 | 約8,979億4,800万円 | [ 13 ] |
| 埼玉高速鐵道     | 平成21年度 | ▲約36億6,800万日元 | 約550億3,600万円   | [ 14 ] |
| 東京臨海高速鐵道 | 平成21年度 | ▲約4億6,800万日元  | 約541億0,400万円   | [ 15 ] |
| 横濱高速鐵道     | 平成21年度 | ▲約9億9,818万日元  | 約86億3,853万円    | [ 16 ] |
| 神戶高速鐵道     | 平成21年度 | ▲約3億4,200万日元  | 約18億8,100万円    | [ 17 ] |

### 按路線排名
全国的公營地下鐵（不含東京地下鐵・高速鐵道）盈利路線中，盈利額排名如下。
| 路線名                     | 会計年度   | 淨利潤             | 出處   |
| -------------------------- | ---------- | ------------------ | ------ |
| 大阪市營地下鐵御堂筋線     | 平成22年度 | 約320億4,000万日元 | 第1頁  |
| 名古屋市營地下鐵東山線     | 平成19年度 | 約119億6,000万日元 | 第36頁 |
| 都營地下鐵新宿線           | 平成22年度 | 約86億6,047万日元  | 第4頁  |
| 都營地下鐵淺草線           | 平成22年度 | 約96億7,575万日元  | 第4頁  |
| 大阪市營地下鐵谷町線       | 平成22年度 | 約61億3,200万日元  | 第1頁  |
| 神戶市營地下鐵西神・山手線 | 平成22年度 | 約54億3,270万日元  | 第76頁 |
| 大阪市營地下鐵中央線       | 平成22年度 | 約47億0,100万日元  | 第1頁  |
| 横濱市營地下鐵藍線         | 平成22年度 | 約45億6,600万日元  | 第12頁 |
| 都營地下鐵三田線           | 平成22年度 | 約41億4,303万日元  | 第4頁  |
| 札幌市營地下鐵南北線       | 平成21年度 | 約33億7,200万日元  | [ 20 ] |
| 名古屋市營地下鐵鶴舞線     | 平成19年度 | 約29億5,100万日元  | 第9頁  |
| 仙台市地下鐵南北線         | 平成22年度 | 約24億7,987万日元  |        |
| 京都市營地下鐵烏丸線       | 平成20年度 | 約10億3,700万日元  | 第5頁  |
| 大阪市營地下鐵堺筋線       | 平成22年度 | 約9億4,200万日元   | 第1頁  |

以上14條線路為盈利線路。另外，雖各具體路線盈利數字不明，但平成18年度，福岡市地下鐵空港線和福岡市地下鐵箱崎線兩線盈利合計約約39億1,000万日元。
與之相反，赤字最多的線路排名如下。
| 路線名                       | 会計年度   | 淨虧損             | 出處   |
| ---------------------------- | ---------- | ------------------ | ------ |
| 京都市營地下鐵東西線         | 平成20年度 | 約154億5,300万日元 | 第5頁  |
| 都營地下鐵大江戶線           | 平成22年度 | 約132億3,808万日元 | 第4頁  |
| 名古屋市營地下鐵櫻通線       | 平成19年度 | 約129億1,000万日元 | 第9頁  |
| 大阪市營地下鐵今里筋線       | 平成22年度 | 約81億9,800万日元  | 第1頁  |
| 大阪市營地下鐵長堀鶴見綠地線 | 平成22年度 | 約77億5,700万日元  | 第1頁  |
| 札幌市營地下鐵東豐線         | 平成20年度 | 約74億1,700万日元  | [ 20 ] |
| 福岡市地下鐵七隈線           | 平成18年度 | 約62億日元         | [ 22 ] |
| 神戶市營地下鐵海岸線         | 平成22年度 | 約60億6,413万日元  | 第76頁 |

## 輸送狀況
日本全国的市營、都營地下鐵和東京地下鐵各路線1日平均輸送人數如下。數據均為2005年度（平成17年度）的數據（資料來自日本地下鐵協会網站）。
| 事業者名       | 路線名         | 一日平均輸送人數 （2005年度/千人） |
| -------------- | -------------- | ---------------------------------- |
| 札幌市交通局   | 全線           | 570                                |
| 札幌市交通局   | 南北線         | 237                                |
| 札幌市交通局   | 東西線         | 206                                |
| 札幌市交通局   | 東豐線         | 127                                |
| 仙台市交通局   | 南北線         | 161                                |
| 東京地下鐵     | 全線           | 5,759                              |
| 東京地下鐵     | 銀座線         | 1,016                              |
| 東京地下鐵     | 丸之内線       | 1,067                              |
| 東京地下鐵     | 日比谷線       | 1,063                              |
| 東京地下鐵     | 東西線         | 1,218                              |
| 東京地下鐵     | 千代田線       | 1,050                              |
| 東京地下鐵     | 有樂町線       | 779                                |
| 東京地下鐵     | 半藏門線       | 753                                |
| 東京地下鐵     | 南北線         | 382                                |
| 東京地下鐵     | 副都心線       |                                    |
| 東京都交通局   | 全線           | 2,086                              |
| 東京都交通局   | 淺草線         | 583                                |
| 東京都交通局   | 新宿線         | 593                                |
| 東京都交通局   | 三田線         | 513                                |
| 東京都交通局   | 大江戶線       | 682                                |
| 横濱市交通局   | 全線           |                                    |
| 横濱市交通局   | 藍線           | 459                                |
| 横濱市交通局   | 綠線           |                                    |
| 名古屋市交通局 | 全線           | 1,149                              |
| 名古屋市交通局 | 東山線         | 544                                |
| 名古屋市交通局 | 名城・名港線   | 527                                |
| 名古屋市交通局 | 鶴舞線         | 278                                |
| 名古屋市交通局 | 櫻通線         | 227                                |
| 名古屋市交通局 | 上飯田線       | 28                                 |
| 京都市交通局   | 全線           | 315                                |
| 京都市交通局   | 烏丸線         | 228                                |
| 京都市交通局   | 東西線         | 128                                |
| 大阪市交通局   | 全線           | 2,277                              |
| 大阪市交通局   | 御堂筋線       | 1,055                              |
| 大阪市交通局   | 谷町線         | 394                                |
| 大阪市交通局   | 四橋線         | 224                                |
| 大阪市交通局   | 千日前線       | 120                                |
| 大阪市交通局   | 中央線         | 163                                |
| 大阪市交通局   | 堺筋線         | 233                                |
| 大阪市交通局   | 長堀鶴見緑地線 | 88                                 |
| 大阪市交通局   | 今里筋線       |                                    |
| 神戶市交通局   | 全線           | 303                                |
| 神戶市交通局   | 山手・西神線   | 264                                |
| 神戶市交通局   | 海岸線         | 39                                 |
| 福岡市交通局   | 全線           | 323                                |
| 福岡市交通局   | 空港・箱崎線   | 279                                |
| 福岡市交通局   | 七隈線         | 44                                 |

## 外部鏈結
- 日本地下鐵協會 （页面存档备份，存于）（日語）